# Königreich Bonny
Das Königreich Bonny, auch bekannt als Grand Bonny, ist ein nigerianischer traditioneller Staat mit Sitz in der gleichnamigen Stadt Bonny. In der vorkolonialen Zeit war es ein bedeutender Hafen für den Sklavenhandel, später handelte es mit Palmölprodukten. Im 19. Jahrhundert wurden die Briten zunehmend in die inneren Angelegenheiten des Königreichs involviert und übernahmen 1886 durch einen Protektoratsvertrag die Kontrolle. Heute hat der König von Bonny eine weitgehend zeremonielle Rolle.

## Einführung
Unterschiedliche Berichte darüber, wie das Königreich Bonny entstanden ist, wurden über die Jahre hinweg Forschern gegeben. Eine Version der Ereignisse, die auf die Kolonialzeit zurückgeht, besagt, dass Bonny aus dem Ngwa-Zweig der Igbo-Ethnie hervorging. Ein Jäger namens Alagbariye soll auf einer Jagdexpedition zum Azumini Creek gezogen sein und sich schließlich mit seiner Familie auf einer unberührten Insel niedergelassen haben. Der ursprüngliche Name der ersten Siedlung – die als kleine Stadt begann – war Okuloma, ein Name, der von den Okulo (wörtl. Brachvögel) abgeleitet wurde, die die Insel in großer Zahl bewohnten.

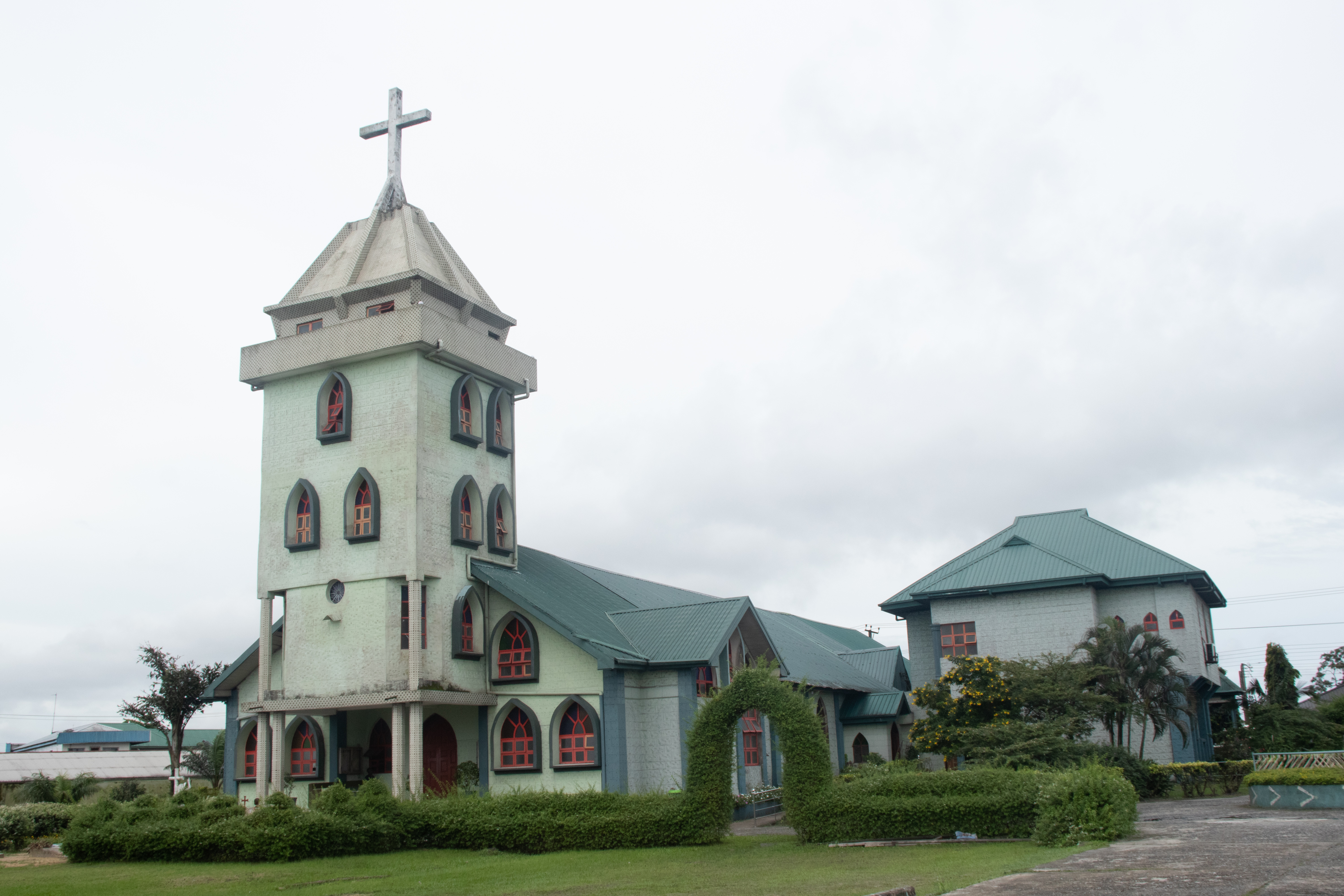
St. Stephens Anglicanische Kirche, Königreich Bonny

Eine andere Version besagt, dass die Gründer des Inselkönigreichs ursprünglich Ijaw aus Ebeni im heutigen Bayelsa State waren. Der Gründer, Opara Ndoli – ein Mann aus der Isedani-Linie von Kolokuma in der Region Ebeni-toru (im heutigen Kolokuma/Opokuma Local Government Area von Bayelsa) – regierte sein Leben lang. Er gründete das Königreich vor oder um das Jahr 1000 n. Chr.
Es muss angemerkt werden, dass sich die Ibanis heute selbst als Ijaws identifizieren, und daher hat diese zweite Version für sie mehr Gewicht.
Gegenwärtig ist das Königreich Bonny in zwei Hauptsegmente unterteilt – das Festland und das Hinterland.
Das Festland umfasst die Insel Bonny und ihre Segmente, nämlich die Hauptinsel (Township), Sandfield, Iwoama, Orosikiri, Aganya, Ayambo, Akiama, Isilegono, New Road, Wilbross Pipeline, Workers Camp sowie einige abgelegene Fischersiedlungen entlang der Küstenlinie des Bonny-Flusses.
Das Hinterland umfasst die Dorfgemeinschaften wie Kuruma, Ayama, Kalaibiama und Oloma sowie Finima, Fibiri, Sangamabie, Ifoko und Abalamabie.